# Základní škola Brána jazyků
Základní škola Brána jazyků s rozšířenou výukou matematiky je základní škola sídlící v budově na Uhelném trhu na pražském Starém Městě a v secesní budově na adrese Vojtěšská 216/13 v Praze 1-Novém Městě.

## ZŠ Brána jazyků a ZŠ Uhelný trh
Základní škola Brána jazyků s rozšířenou výukou matematiky vznikla 1. července 2013 rozhodnutím zřizovatele MČ Praha 1. Vznikla sloučením ZŠ Brána jazyků a ZŠ Uhelný trh.

## Název školy
Název základní školy Brána jazyků odkazuje na název jazykové učebnice Janua linguarum reserata Jana Amose Komenského z roku 1631, česky Dvéře jazyků odevřené, někdy také Brána jazyků otevřená.

## Počátky školy
Základní škola, tedy její druhý stupeň, se přestěhovala do Ostrovní ulice v Praze 1 roku 1952 (do budovy bývalého církevního gymnázia postavené roku 1938. Před druhou světovou válkou byla v budově nejmodernější škola na území Československé republiky – světlé a prostorné třídy, speciální učebny, tělocvična, bazén; stavitelem byl ing. Nevšímal z Hradce Králové).
Výuka francouzského jazyka se ve škole datuje od poloviny 60. let 20. století. Ve školním roce 1964/1965 přibyly na první stupeň školy sídlící ve Vojtěšské ulici 3. – 5. třídy ze základní školy v Klimentské ulici. Třídy přišly společně s panem ředitelem Emilem Vohradníkem (který se stal ředitelem školy v Ostrovní) a základním sborem učitelů jazyků. Chodit do „Ostrovní“ bylo před lety velmi prestižní. Byla to totiž jedna z mála škol, kde bylo možné studovat cizí jazyky. Vyučoval se samozřejmě ruský jazyk, k němuž si žáci mohli vybrat francouzský, anglický nebo německý jazyk.

## Umístění školy

### Mikulandská ulice
Rok 1989 znamenal v životě školy změnu. Budova v Ostrovní ulici byla vrácena řádu sv. Voršily (Českomoravská provincie Římské unie řádu svaté Voršily), který od 1. září 1990 zahájil činnost církevní školy. Budova totiž až do roku 1949 sloužila řádovému dívčímu reálnému gymnáziu. Pražské arcibiskupství, v čele s Františkem kardinálem Tomáškem zřídilo v budově v Ostrovní ke dni 1. července 1990 Základní církevní školu sv. Voršily s rozšířeným vyučováním cizích jazyků. Pro státní školu, respektive pro její 2. stupeň, byly dočasně nalezeny prostory v Mikulandské ulici č. 5, v současnosti (2022) již zbourané budově, a pro 1. stupeň (1.-5. třída) nalezly prostor ve Vojtěšské ulici č. 13.

#### Historie budovy
Již od roku 1833 v objektu sídlila německá reálka (tehdy číslo popisné 134-II). Reálka jako typ školy (zprvu šestiletá „univerzální průmyslovka“, od roku 1868 sedmiletá) byla původně přípravnou školou pro oblast zemědělství a průmyslu, vzdělávala v „reáliích“, po roce 1869 – tedy po zavedení maturity – se stala fakticky střední školou připravující studenty ke vstupu na některou z technických vysokých škol. Šlo samozřejmě o „střední“ školu s německým vyučovacím jazykem a jen pro chlapce – české školy (a to gymnázia) začaly vznikat až po roce 1866 a střední školu, která by je připravila ke studiu vysoké školy, mohly dívky začít studovat až díky Elišce Krásnohorské po roce 1890. Na zmíněné německé reálce v Mikulandské ulici působil jako učitel (od roku 1858) Jan Neruda, který učil češtinu žáka reálky Jakuba Arbese. Fyziku a matematiku na reálce učil i Josef Hašek – otec Jaroslava Haška. Žáky reálky byli např. i architekti Viktor Fürth a Emil Mühlstein (školu ukončili roku 1911). Oba projektovali Schückovu vilu čp. 222 (Nad Kazankou 39 v Praze-Troji). 
V roce 1951 se do budovy v Mikulandské ulici přestěhovala na žádost Výzkumného ústavu pedagogického (VÚP), který zde sídlil, Národní pedagogická knihovna Komenského (NPKK), vzniklá v roce 1919 jako knihovna pro další vzdělávání učitelů (do roku 1925 byla součástí Československého pedagogického ústavu J. A. Komenského, po jeho zrušení se stala samostatnou knihovnou, řízenou ministerstvem), která dnes spravuje např. i Sukovu studijní knihovnu literatury pro mládež s cca 25 000 svazky. Vlastníkem budovy bylo Národní pedagogické muzeum a knihovna Jana Amose Komenského (NPMKJAK). Od roku 1990 sídlila v části budovy z Ostrovní ulice přesunutá základní škola – dnešní Brána jazyků. Budova byla zbourána kvůli výstavbě nové budovy UMPRUM.

### Vojtěšská ulice

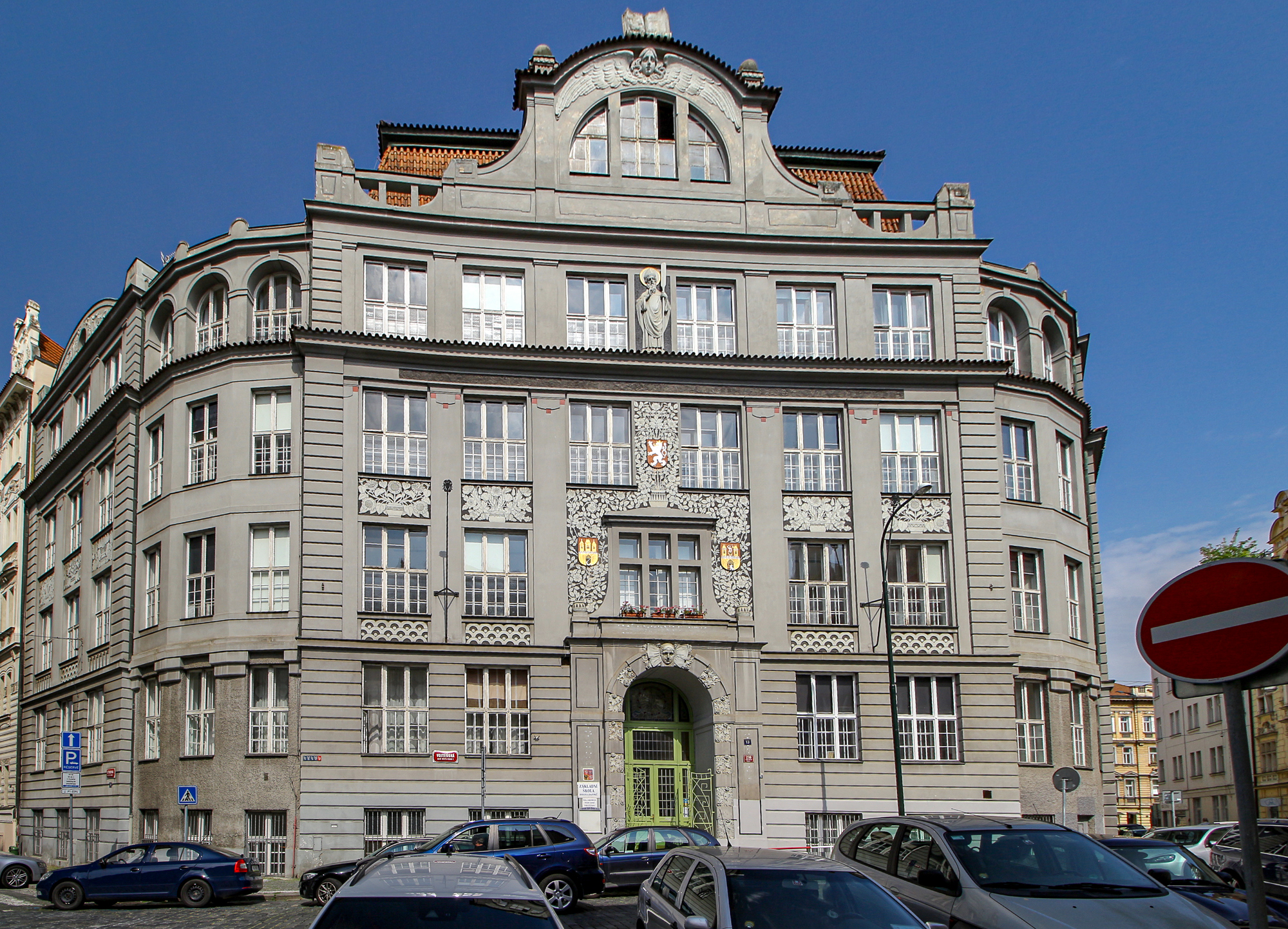
Průčelí školy ve Vojtěšské ulici od kostela svatého Vojtěcha

Původně stála na pozemku, na kterém byla roku 1906 postavena budova školy ve Vojtěšské ulici, škola U sv. Vojtěcha, postavená v roce 1882. Zvláštní komise městské rady se 1. února 1877 vyjádřila, že škola trpí nedostatkem světla, nedostatkem lavic, tělocvičen a pracoven pro dílny. V roce 1902 proběhla asanace novoměstského nábřeží. Zbořeno bylo mnoho starých budov. V roce 1904 městská rada rozhodla o stavbě nové výstavné budovy obecné školy pro dívky u sv. Vojtěcha. Stavba byla zahájena v roce 1905. Budova byla dokončena a slavnostně vysvěcena 30. prosince 1906 pražským arcibiskupem kardinálem Lvem Skrbenským z Hříště. Budova byla na svou dobu velmi moderně pojata. Zasloužili se o to starostové Vladimír Srb, Karel Groš a architekt František Velich. Krátce po otevření navštívil budovu císař František Josef I. Škola byla propojena s kostelem sv. Vojtěcha (školní mše). Měla dobrou pověst, navštěvovaly ji především dívky měšťanského původu mezi nimiž však bylo množství dívek ze sociálně slabších poměrů. Od roku 1912 byla část místností školní budovy pronajata osmiletému dívčímu gymnáziu Minerva.
Po první světové válce obě školy společně využívaly tělocvičnu. Z doby druhé světové války se z historie školy nedochovalo téměř nic. Do srpna 1949 působila v budově 3. národní škola.
Po tzv. Vítězném únoru – od 1. září 1949 – byla ve Vojtěšské zřízena 6. střední škola Prahy 2. V průběhu školního roku 1950/1951 bylo rozhodnuto, že od 1. září 1952 se škola stane fakultní školou pedagogické fakulty UK a bude k ní přičleněna národní škola ve Vojtěšské. Tak vznikla 7. osmiletá střední škola. Ředitelem se stal Štěpán Czehilly. Ve školním roce 1951/1952 škola ve Vojtěšské a 7. osmiletá střední škola a pedagogická škola v Ostrovní ulici spolupracovaly, až byly obě školy sloučeny. V roce 1952 byla nakonec Jiráskova pedagogická škola zrušena. Došlo k navýšení počtu tříd v základní škole a žáci byli rozděleni do dvou školních budov: 1. – 5. tříd (cvičné = zbyly po zrušené pedagogické škole, se přestěhovaly do Vojtěšské a spojily se se shodnými ročníky tamtéž), 6. – 9. třídy se přestěhovaly do školy v Ostrovní ulici. Ve vedení školy se vystřídali Libuše Gabrielová, Zdena Psotová a Jarmila Peprlová.
Ve školním roce 1964/1965 došlo ke sloučení 3. – 5. tříd z Vojtěšské se základní školou v Klimentské ulici. Třídy přišly společně s  panem ředitelem Emilem Vohradníkem (ředitelem dále v Ostrovní) a základním sborem učitelů jazyků. Povinná byla výuka ruského jazyka, k němuž si žáci mohli zvolit ještě francouzský, anglický nebo německý jazyk.

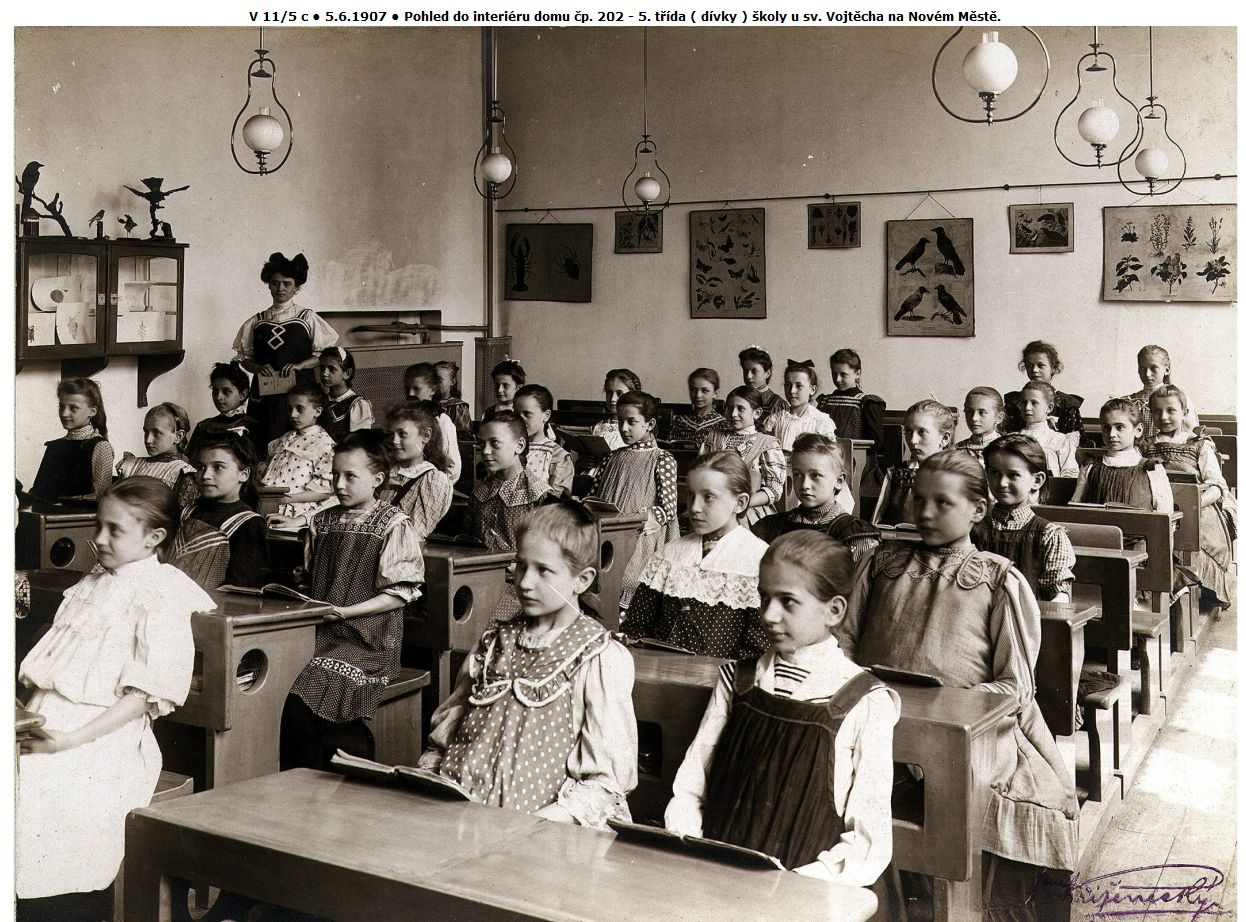
5. 6. 1907 – Pohled do interiéru domu čp. 202, 5. třída (dívky) školy u sv. Vojtěcha na Novém Městě
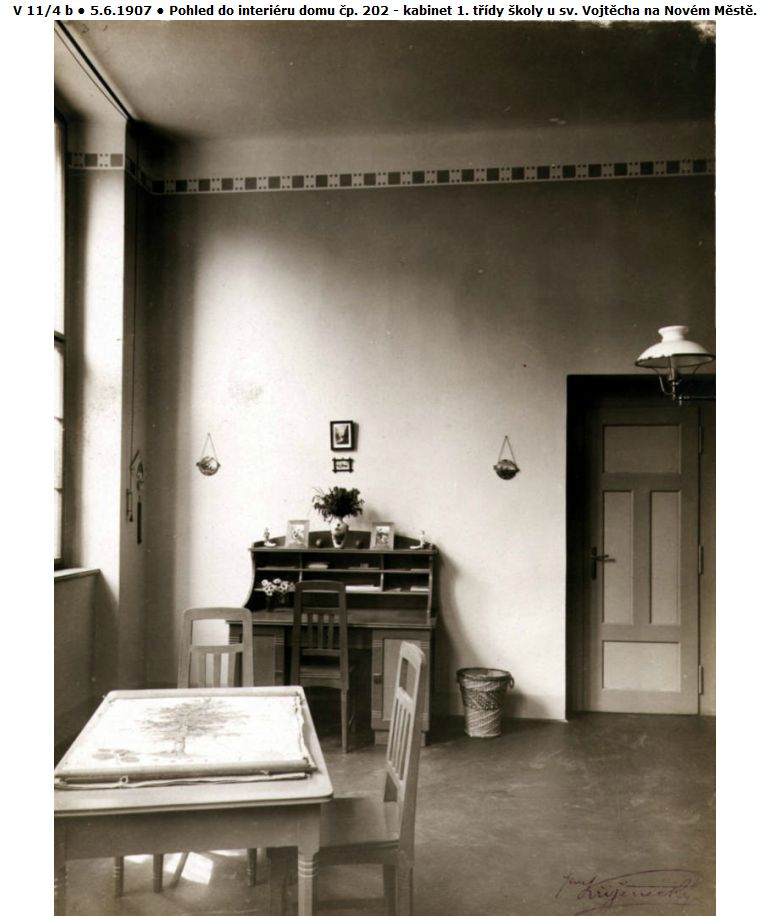
5. 6. 1907 – Pohled do interiéru domu čp. 202, kabinet 1. třídy školy u sv. Vojtěcha na Novém Městě
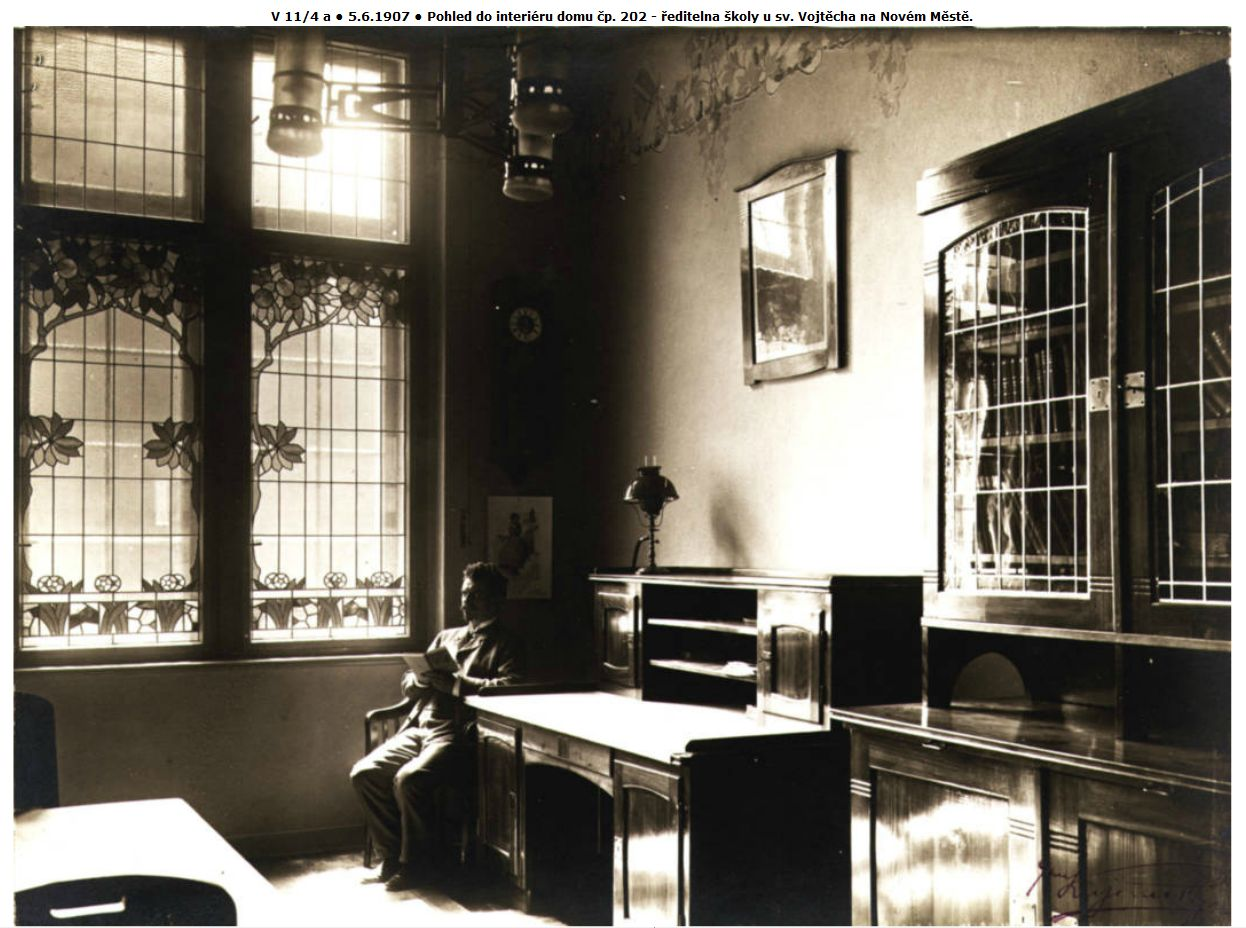
5. 6. 1907 – Pohled do interiéru domu čp. 202, ředitelna školy u sv. Vojtěcha na Novém Městě
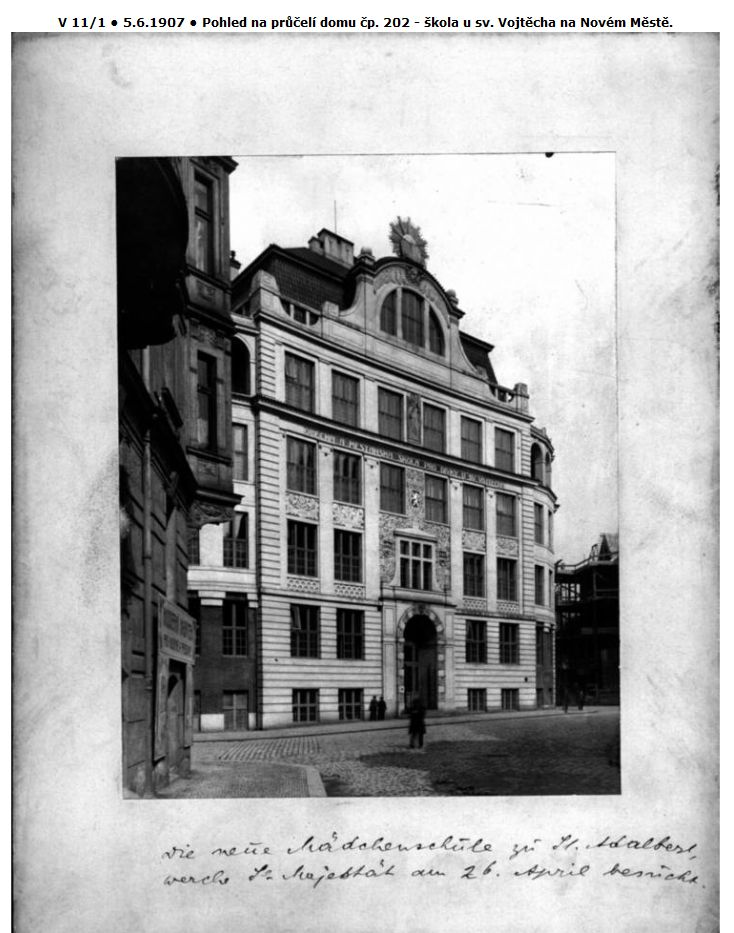
5. 6. 1907 – Pohled na průčelí domu čp. 202, škola u sv. Vojtěcha na Novém Městě
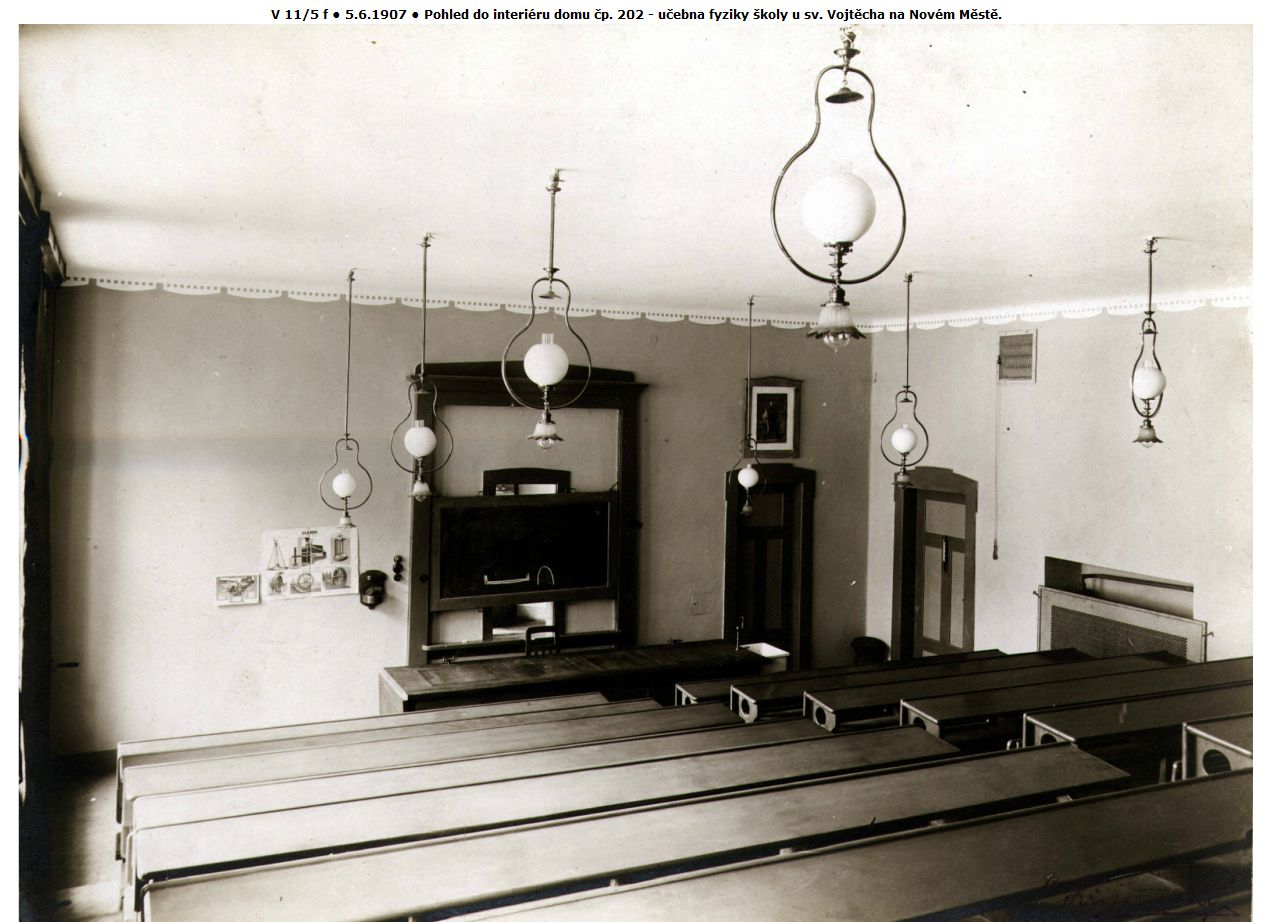
5. 6. 1907 – Pohled do interiéru domu čp. 202, učebna fyziky školy u sv. Vojtěcha na Novém Městě
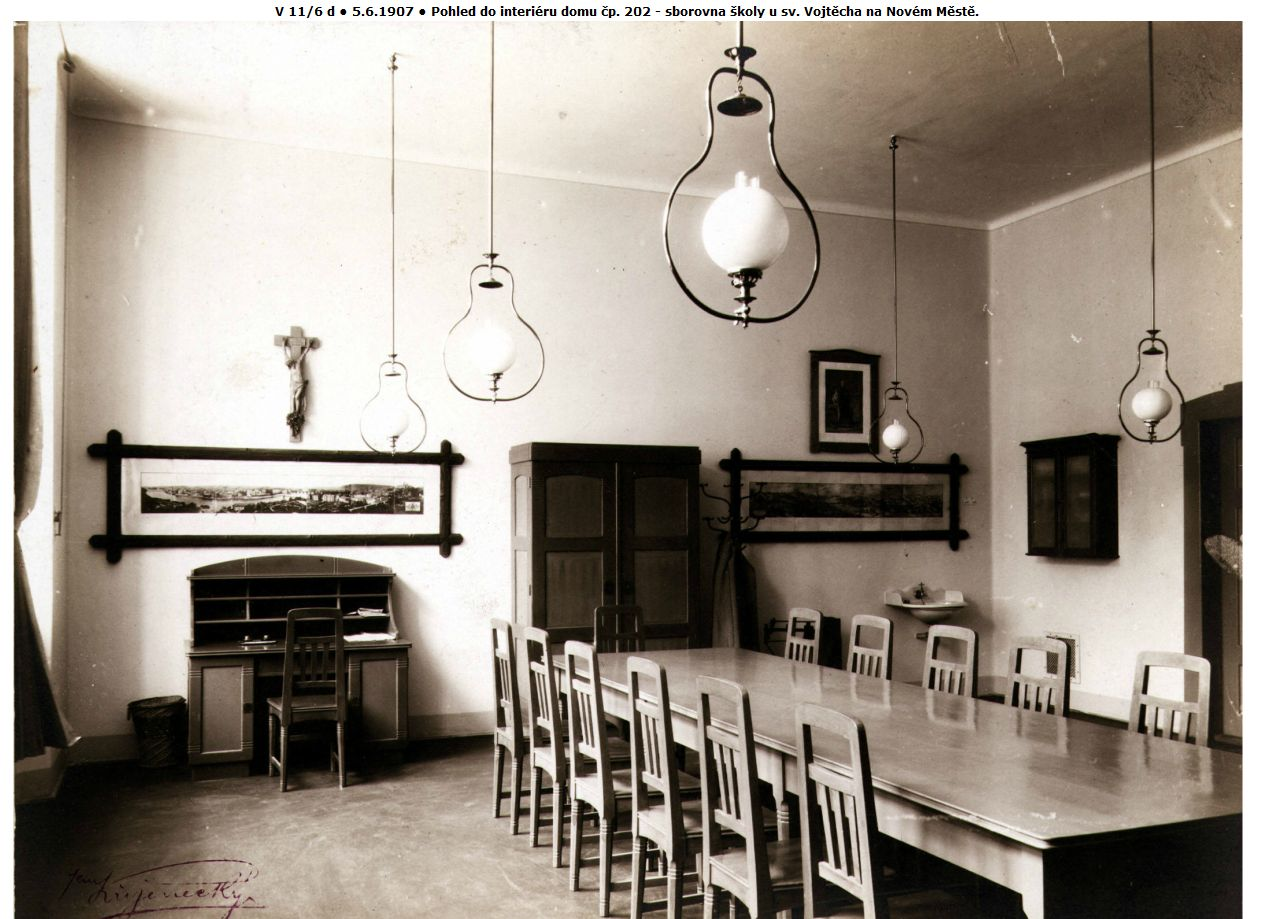
5. 6. 1907 – Pohled do interiéru domu čp. 202, sborovna školy u sv. Vojtěcha na Novém Městě
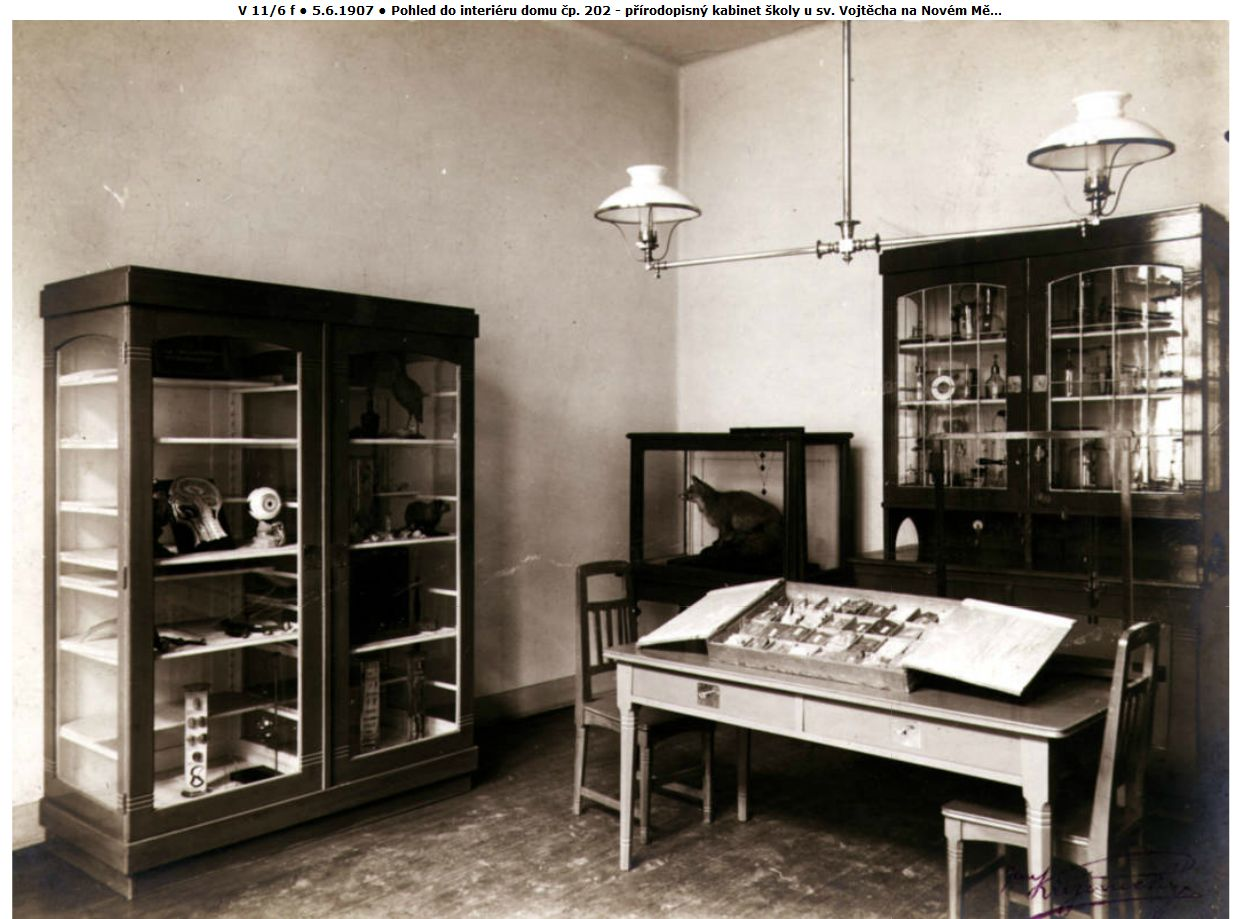
5. 6. 1907 – Pohled do interiéru domu čp. 202, přírodopisný kabinet školy u sv. Vojtěcha na Novém Městě
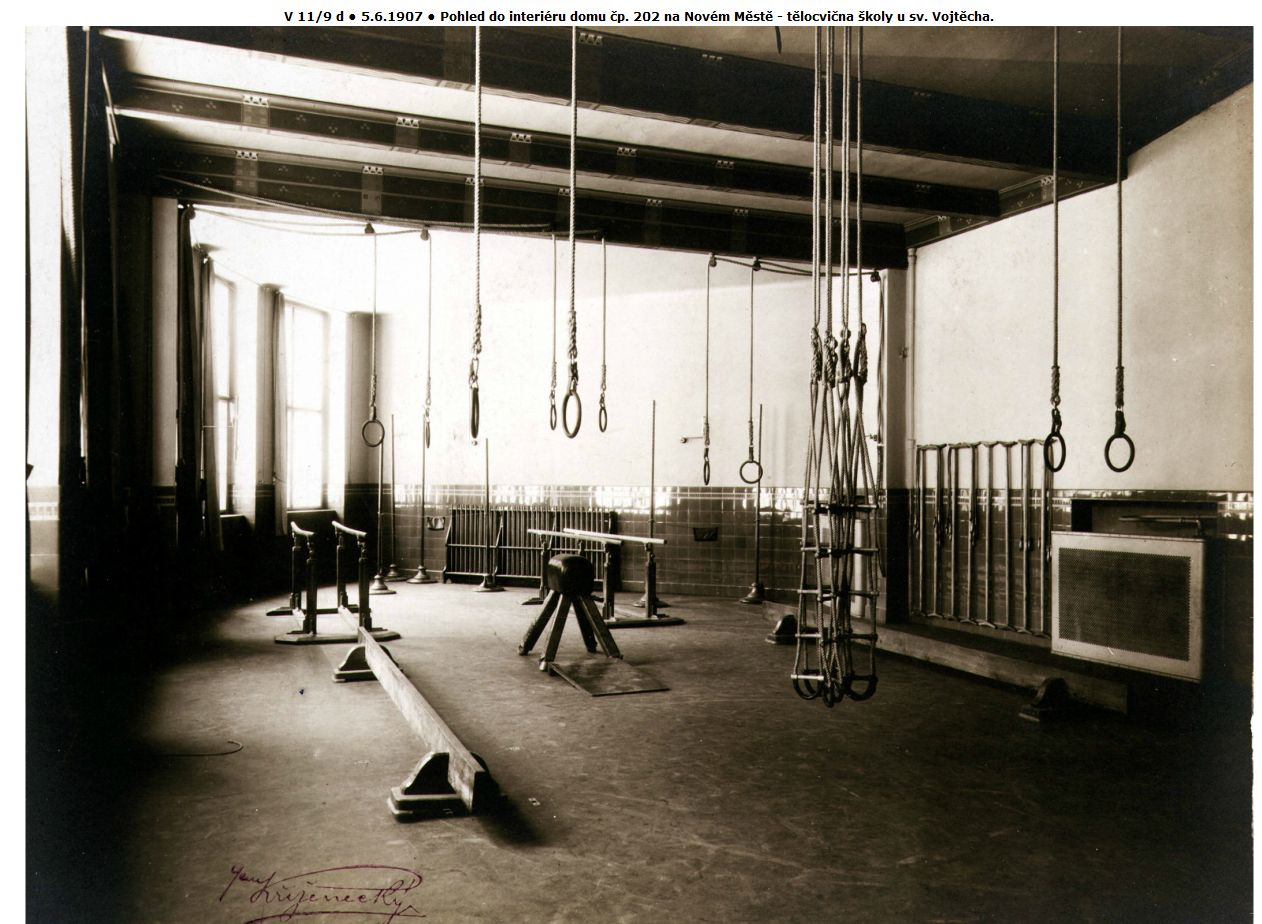
5. 6. 1907 – Pohled do interiéru domu čp. 202 na Novém Městě, tělocvična školy u sv. Vojtěcha
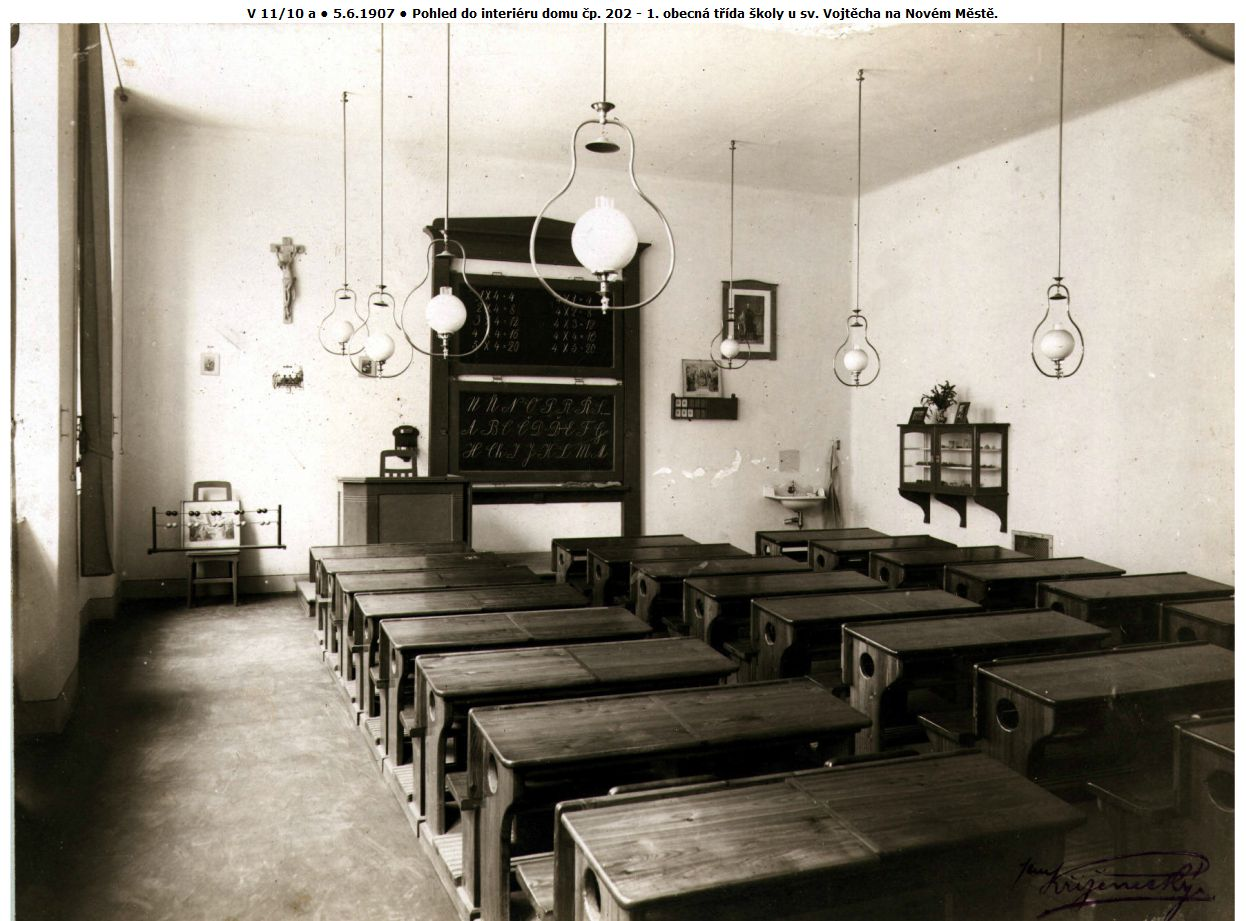
5. 6. 1907 – Pohled do interiéru domu čp. 202, 1. obecná třída školy u sv. Vojtěcha na Novém Městě
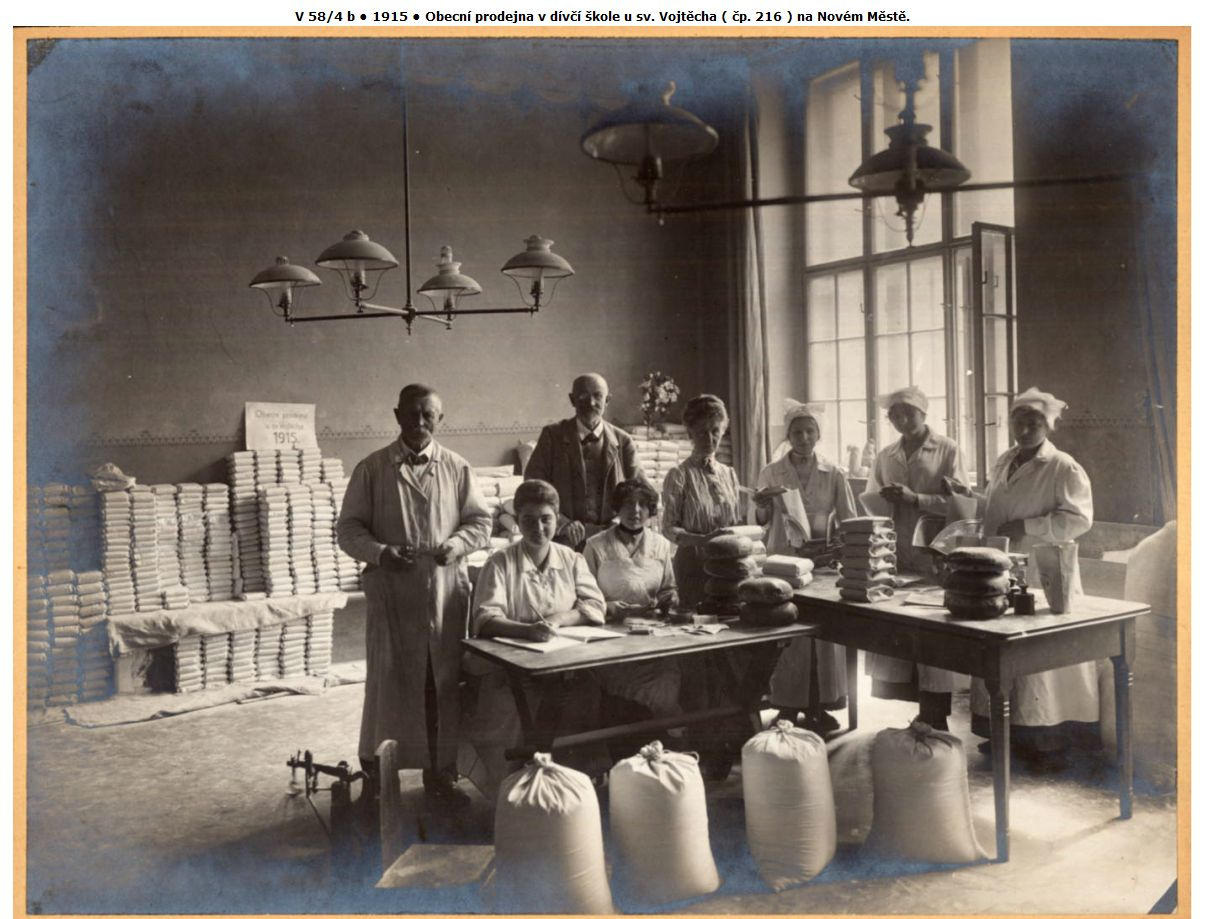
1915 – Obecní prodejna v dívčí škole u sv. Vojtěcha (čp. 216) na Novém Městě
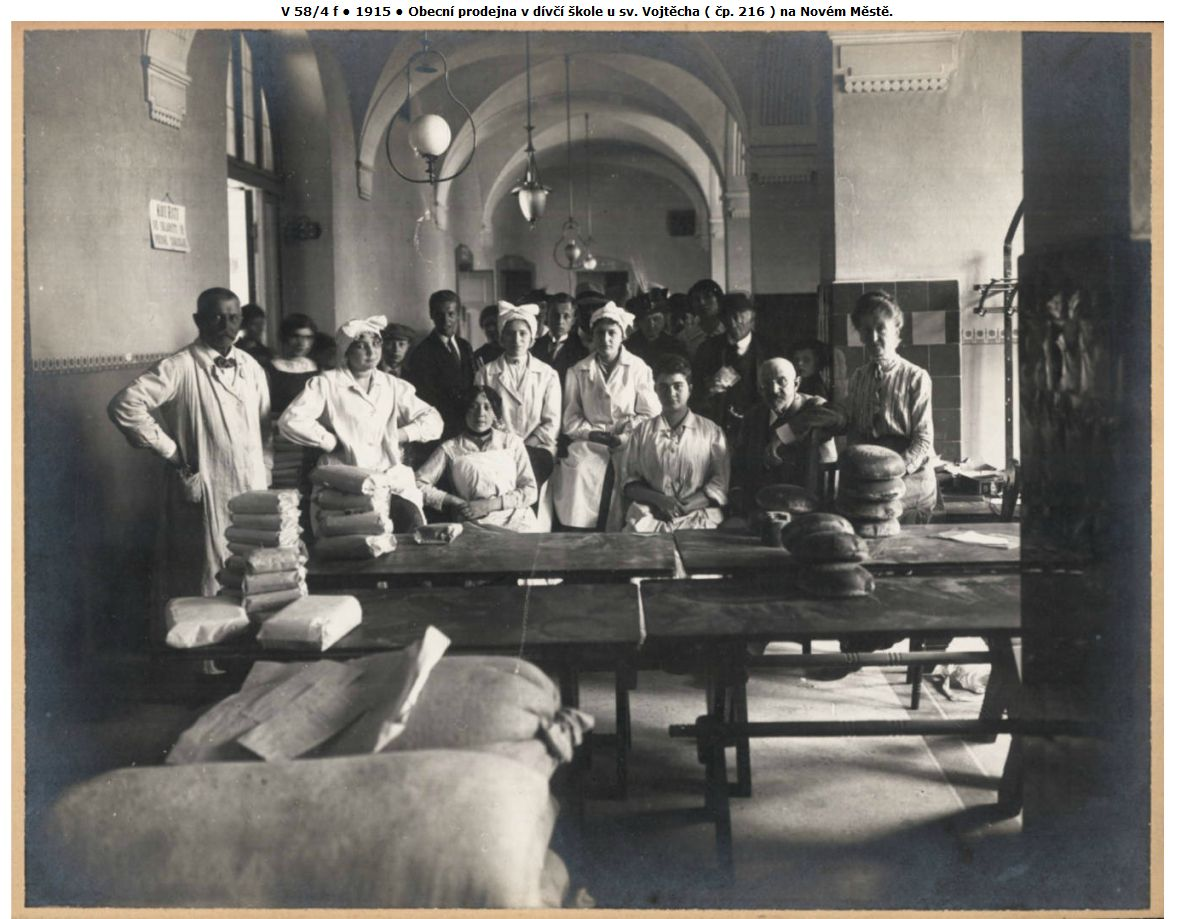
1915 – Obecní prodejna v dívčí škole (čp. 216) u sv. Vojtěcha na Novém Městě

## Aktivity ZŠ Brána jazyků
- Noc s Andersenem
- Společenský večer – každoroční školní prosincový či lednový ples
- Večer pod lipou
- Mikulášské trhy
- Spolupráce s Institut Français de Prague (Francouzským institutem v Praze[12]
- Setkání s bývalými učiteli a pracovníky školy u příležitosti březnového Dne učitelů
- Příběhy bezpráví[13]
- Nonstopčtení[14]
- Už jsem čtenář – Knížka pro prvňáčka
- Adopce zvířat v pražské ZOO
  - nosál červený[15]
- Adopce na dálku
- Snídaně šampionů
- Mezinárodní vědecká olympiáda (od roku 2008)
- Návštěvy významných hostů na půdě školy

## Bývalí žáci školy
Žáky školy v minulosti (navštěvujícími budovy ve Vojtěšské ulici a/nebo v Ostrovní ulici a/nebo v Mikulandské ulici) byli mimo mnoha jiných:
- Anna K, (vl. jm. Lucianna Krecarová) zpěvačka
- Bára Basiková, zpěvačka
- Roman Bělor, ředitel mezinárodního hudebního festivalu Pražské jaro
- Filomena Borecká, sochařka, malířka
- Libor Bouček, moderátor
- Martin Bursík, politik, ekolog
- David Čálek, kameraman
- Tereza Černochová, zpěvačka[16]
- Viktorie Dědečková, sopranistka
- Milena Duchková, vítězka LOH ve skocích do vody
- Eliška Dvorská, houslistka, členka String Ladies, dříve i Inflagranti
- Jakub Fišer, houslista, člen orchestrální akademie Pražské komorní filharmonie
- Jan Fišer, houslista Pražské komorní filharmonie, mj. laureát Concertina Praga
- David Hák, herec
- Jaromír Hanzlík, herec[17]
- Jakub Harapát, stolní tenista
- Zuzana Holendrová, dětská herečka
- Sabina Holubová, reprezentantka ČR v synchronizovaném plavání
- Hana Hrachovinová, harfenistka
- Markéta Hrubešová, herečka
- Martina Hudečková, herečka
- Pavel Hůla, houslista
- Vanda Hybnerová, herečka
- Blanka Jančaříková, reprezentantka ČR ve volejbale
- Jana Kafková, dramaturg (Městské divadlo Zlín)
- Michal Klíma, politolog
- Eliška Klímová - Richterová, šachistka
- Vít Korselt, český velvyslanec v Havaně
- Natálie Kocábová, zpěvačka a spisovatelka
- Tamara Komínková, herečka (Městské divadlo Zlín)
- Yvetta Kornová, herečka
- Tereza Kostková, herečka a moderátorka
- Daniel Köppl, mediální analytik, šéfredaktor odborného týdeníku Marketing & Media
- Ester Ledecká, mistryně Evropy a olympijská vítězska ve snowboardingu a alpském lyžování [18]
- Jonáš Ledecký, mistr České republiky ve snowboardingu, hudebník[19]
- Tomáš Lipský, herec, kameraman, fotograf
- Hana Machková, ředitelka Francouzsko-českého institutu řízení při VŠE a nositelka titulu Chevalier dans l'Ordre des Palmes Académiques (Rytíř Řádu akademických palem)
- Jan Malina, prvoligový trenér odbíjené
- Hana Mašková, krasobruslařka
- Petr Matěják, houslista
- Lenka Matějáková, houslistka
- Sandra Nováková, herečka
- Pavel Novotný, recesista, bavič[20]
- Jiří Paroubek, politik, bývalý premiér[21]
- Halina Pawlowská, spisovatelka, scenáristka, publicistka a vydavatelka
- Jiří Procházka, dětský herec, představitel Jendy Dlouhého z filmu Ať žijí duchové!
- Natálie Roučková, výtvarnice a mistryně ČR v parkuru[22]
- Svatopluk Schuller, herec
- Norodom Sihamoni, král Kambodže[23]

- Robin Staněk, tenista – vítěz Tennis Europe Junior Masters 2010[24]
- Jiří Strach, herec a režisér
- Markéta Šafránková (roz. Klímová), učitelka francouzského jazyka na ZŠ Brána jazyků
- Pavel Šebesta, primář oddělení cévní chirurgie nemocnice Na Homolce v Praze
- Jaroslava Šiktancová, režisérka
- Martin Štěpánek, kameraman
- Petr Štěpánek, herec[17]
- Marek Štilec, dirigent
- Petr Tlustý, učitel a ředitel ZŠ Brána jazyků
- Marek Vašut, herec
- Denisa Vondráčková, neuroložka (MUDr.), kytaristka a zpěvačka folkové skupiny Asonance (zaměřené na skotské a irské lidové balady)
- Mariana Wesley, zpěvačka[25]
- Alžběta Wolfová, vítězka celostátní studentské soutěže CZ.KOMIKS.11[26]
- Jakub Železný, novinář, rozhlasový a televizní moderátor